# Meridiano 173 E
O meridiano 173 E é um meridiano que, partindo do Polo Norte, atravessa o Oceano Ártico, Ásia, Oceano Pacífico, Nova Zelândia, Oceano Antártico, Antártida e chega ao Polo Sul. Forma um círculo máximo com o Meridiano 7 W.
Começando no Polo Norte, o meridiano 173º Este tem os seguintes cruzamentos:
| País, território ou mar | Notas                                                              |
| ----------------------- | ------------------------------------------------------------------ |
| Oceano Ártico           |                                                                    |
| Mar Siberiano Oriental  |                                                                    |
| Rússia                  | Okrug Autónomo de Chukotka Krai de Kamchatka                       |
| Mar de Bering           |                                                                    |
| Estados Unidos          | Ilha Attu, Alasca                                                  |
| Oceano Pacífico         |                                                                    |
| Kiribati                | Ilhas Makin                                                        |
| Oceano Pacífico         | Passa a leste do atol Butaritari, Kiribati                         |
| Kiribati                | Atóis Abaiang e Tarawa                                             |
| Oceano Pacífico         |                                                                    |
| Kiribati                | Atol Maiana                                                        |
| Oceano Pacífico         |                                                                    |
| Nova Zelândia           | Ilha Norte - Península de North Auckland, perto de Surville Cliffs |
| Oceano Pacífico         |                                                                    |
| Nova Zelândia           | Ilha Sul                                                           |
| Oceano Pacífico         | Baía de Pegasus                                                    |
| Nova Zelândia           | Ilha Sul - Península de Banks                                      |
| Oceano Pacífico         |                                                                    |
| Oceano Antártico        |                                                                    |
| Antártida               | Dependência de Ross, reivindicada pela Nova Zelândia               |